# مانفرد گلپکه
مانفرد گلپکه (آلمانی: Manfred Gelpke; ۳ مارس ۱۹۴۰) قایقران روئینگ اهل آلمان بود.
وی در مسابقات کشوری و بین‌المللی در مجموع برندهٔ ۱ مدال نقره شده‌است.